# Sul
Sul ist eine Gemeinde (Freguesia) im portugiesischen Kreis São Pedro do Sul. In ihr leben 878 Einwohner (Stand 19. April 2021).